# Lennart Johansson
Lennart Johansson (Estocolm, 5 de novembre de 1929 - 	4 de juny de 2019) va ser un dirigent futbolístic suec.
Va ser el cinquè president de la UEFA i, fins avui, el que ha estat més temps en el càrrec. Va ser escollit en el Congrés de Malta de la UEFA (el 1990) i va mantenir-s'hi fins al Congrés de Düsseldorf, el gener del 2007. Aleshores, el seu successor al capdavant de la UEFA, Michel Platini, el va nomenar President Honorari de l'associació. Johansson va ser també president de la Federació Sueca de Futbol, entre 1984 i 1991.
De la seva gestió en destaca la creació del format de la Lliga de Campions de la UEFA i el fet que va portar l'Eurocopa de 1992 a la seva Suècia natal.
La Lennart Johanssons pokal, el trofeu atorgat als campions del futbol suecs cada any des de 2001, porta el seu nom.